# إد سميث (لاعب كرة قدم أمريكية)
إد سميث (بالإنجليزية: Ed Smith)‏ هو لاعب كرة قدم أمريكية أمريكي، ولد في 20 يوليو 1923 في Fort Monroe ‏ في الولايات المتحدة، وتوفي في 18 مايو 2010 في إل باسو في الولايات المتحدة.

## وصلات خارجية
- ادوين سميث على موقع مرجع كرة القدم المحترفة.كوم (الإنجليزية)